# Lijst van voetbalinterlands Curaçao - Martinique
Deze lijst van voetbalinterlands geeft een overzicht van alle officiële voetbalwedstrijden tussen de nationale teams van Curaçao en Martinique. De landen hebben tot op heden één keer tegen elkaar gespeeld. Dat was een wedstrijd voor de Caribbean Cup 2017 op 23 juni 2017 in Fort-de-France (Martinique).

## Wedstrijden
| № | Plaats         | Datum        | Competitie         | Wedstrijd            | Uitslag |
| - | -------------- | ------------ | ------------------ | -------------------- | ------- |
| 1 | Fort-de-France | 23 juni 2017 | Caribbean Cup 2017 | Curaçao − Martinique | 2 − 1   |

## Samenvatting
| Competitie    | Totaal gespeeld | Winst Curaçao | Gelijk | Winst Martinique | Doelsaldo Curaçao – Martinique |
| ------------- | --------------- | ------------- | ------ | ---------------- | ------------------------------ |
| Caribbean Cup | 1               | 1             | 0      | 0                | 2 − 1                          |
| Totaal        | 1               | 1             | 0      | 0                | 2 − 1                          |

FFK · A-internationals · Curaçaos vrouwenelftal · Olympisch elftal
2011 – 2019 ·
2020 – 2029
2011 · 
2012 · 
2013 · 
2014 · 
2015 ·
2016 ·
2017 ·
2018 ·
2019 ·
2020 ·
2021 ·
2022 ·
2023 ·
2024 ·
2025
Amerikaanse Maagdeneilanden ·
Antigua en Barbuda ·
Argentinië ·
Aruba ·
Bahrein ·
Barbados ·
Bolivia ·
Britse Maagdeneilanden ·
Canada ·
Colombia ·
Costa Rica ·
Cuba ·
Dominicaanse Republiek ·
El Salvador ·
Grenada ·
Guatemala ·
Guyana ·
Haïti ·
Honduras ·
India ·
Indonesië ·
Jamaica ·
Kazachstan ·
Mexico ·
Montserrat ·
Nieuw-Zeeland ·
Nicaragua ·
Panama ·
Puerto Rico ·
Qatar ·
Saint Kitts en Nevis ·
Saint Lucia ·
Saint Vincent en de Grenadines ·
Suriname ·
Trinidad en Tobago ·
Verenigde Staten ·
Vietnam
Martinikaanse voetbalbond
Anguilla ·
Antigua en Barbuda ·
Barbados ·
Bonaire ·
Britse Maagdeneilanden ·
Canada ·
Costa Rica ·
Cuba ·
Curaçao ·
Dominica ·
Dominicaanse Republiek ·
El Salvador ·
Frans-Guyana ·
Grenada ·
Guadeloupe ·
Guyana ·
Haïti ·
Honduras ·
Jamaica ·
Kaaimaneilanden ·
Kameroen ·
Mayotte ·
Mexico ·
Montserrat ·
Nieuw-Caledonië ·
Panama ·
Paraguay ·
Puerto Rico ·
Réunion ·
Saint Kitts en Nevis ·
Saint Lucia ·
Saint Vincent en de Grenadines ·
Sint Maarten
Sint-Maarten ·
Suriname ·
Tahiti ·
Trinidad en Tobago ·
Verenigde Staten